# Remo nos Jogos Pan-Americanos de 2023 - Skiff simples masculino
A competição do skiff simples masculino do remo nos Jogos Pan-Americanos de 2023 foi disputada entre 21 e 25 de outubro de 2023 na Lagoa Grande, em San Pedro de la Paz. Um total de 17 remadores de 15 Comitês Olímpicos Nacionais (CON) participaram do evento.

## Calendário
Horário local (UTC−3).
| Data          | Hora | Fase          |
| ------------- | ---- | ------------- |
| 21 de outubro | 9:10 | Eliminatórias |
| 22 de outubro | 8:10 | Repescagem    |
| 24 de outubro | 8:00 | Semifinais    |
| 25 de outubro | 8:10 | Final C       |
| 25 de outubro | 8:50 | Final B       |
| 25 de outubro | 9:30 | Final A       |

## Medalhistas
| Ouro   | BRA Lucas Verthein   |
| Prata  | USA James Plihal     |
| Bronze | MEX Juan José Flores |

## Resultados

### Eliminatórias
Os dois primeiros de cada bateria se classificam às semifinais, os restantes disputam a repescagem.
Bateria 1
| Pos. | Remador       | CON                                 | Tempo   | Notas |
| ---- | ------------- | ----------------------------------- | ------- | ----- |
| 1    | Bruno Cetraro | URU Uruguai                         | 7:25:89 | SA/B  |
| 2    | Shane Willis  | CAN Canadá                          | 7:28:37 | SA/B  |
| 3    | Elián Ávila   | HON Honduras                        | 7:55:90 | R     |
| 4    | Gerardo Campa | EAI Equipe de Atletas Independentes | 8:00:68 | R     |
| 5    | Kyle Spenard  | BAR Barbados                        | 8:30:56 | R     |

Bateria 2
| Pos. | Remador          | CON             | Tempo   | Notas |
| ---- | ---------------- | --------------- | ------- | ----- |
| 1    | Lucas Verthein   | BRA Brasil      | 7:23:12 | SA/B  |
| 2    | Juan José Flores | MEX México      | 7:31:21 | SA/B  |
| 3    | Jakson Vicent    | VEN Venezuela   | 7:47:85 | R     |
| 4    | Francisco Romero | CUB Cuba        | 7:52:86 | R     |
| 5    | Félix Potoy      | NCA Nicarágua   | 7:54:03 | R     |
| 6    | Roberto López    | ESA El Salvador | 7:54:45 | R     |

Bateria 3
| Pos. | Remador           | CON                      | Tempo   | Notas |
| ---- | ----------------- | ------------------------ | ------- | ----- |
| 1    | James Plihal      | USA Estados Unidos       | 7:21:53 | SA/B  |
| 2    | Álvaro Torres     | PER Peru                 | 7:26:30 | SA/B  |
| 3    | Javier Insfran    | PAR Paraguai             | 7:36:03 | R     |
| 4    | Ignacio Vásquez   | DOM República Dominicana | 7:37:01 | R     |
| 5    | Arturo Rivarola   | PAR Paraguai             | 7:47:89 | R     |
| 6    | Israel Salavarría | ECU Equador              | 8:16:61 | R     |

### Repescagem
Os três primeiros de cada bateria de repescagem se classificam às semifinais, os restantes disputam a Final C (fora da chance por medalhas).
Repescagem 1
| Pos. | Remador           | CON                      | Tempo   | Notas |
| ---- | ----------------- | ------------------------ | ------- | ----- |
| 1    | Ignacio Vásquez   | DOM República Dominicana | 7:24:27 | SA/B  |
| 2    | Jakson Vicent     | VEN Venezuela            | 7:29:04 | SA/B  |
| 3    | Félix Potoy       | NCA Nicarágua            | 7:30:89 | SA/B  |
| 4    | Elián Ávila       | HON Honduras             | 7:33:72 | FC    |
| 5    | Israel Salavarría | ECU Equador              | 7:46:72 | FC    |

Repescagem 2
| Pos. | Remador          | CON                                 | Tempo   | Notas |
| ---- | ---------------- | ----------------------------------- | ------- | ----- |
| 1    | Javier Insfran   | PAR Paraguai                        | 7:14:56 | SA/B  |
| 2    | Arturo Rivarola  | PAR Paraguai                        | 7:16:83 | SA/B  |
| 3    | Roberto López    | ESA El Salvador                     | 7:26:74 | SA/B  |
| 4    | Francisco Romero | CUB Cuba                            | 7:27:76 | FC    |
| 5    | Gerardo Campa    | EAI Equipe de Atletas Independentes | 7:39:11 | FC    |
| 6    | Kyle Spenard     | BAR Barbados                        | 8:04:30 | FC    |

### Semifinais
Os três primeiros de cada bateria semifinal se classificam à Final A, os restantes disputam a Final B (fora da chance por medalhas).
Semifinal A/B 1
| Pos. | Remador        | CON             | Tempo   | Notas |
| ---- | -------------- | --------------- | ------- | ----- |
| 1    | Lucas Verthein | BRA Brasil      | 7:04.07 | FA    |
| 2    | Bruno Cetraro  | URU Uruguai     | 7:05.33 | FA    |
| 3    | Javier Insfran | PAR Paraguai    | 7:07.04 | FA    |
| 4    | Álvaro Torres  | PER Peru        | 7:07.51 | FB    |
| 5    | Jakson Vicent  | VEN Venezuela   | 7:55.24 | FB    |
| 6    | Roberto López  | ESA El Salvador | 7:59.49 | FB    |

Semifinal A/B 2
| Pos. | Remador          | CON                      | Tempo   | Notas |
| ---- | ---------------- | ------------------------ | ------- | ----- |
| 1    | James Plihal     | USA Estados Unidos       | 7:07.41 | FA    |
| 2    | Juan José Flores | MEX México               | 7:08.24 | FA    |
| 3    | Shane Willis     | CAN Canadá               | 7:19.98 | FA    |
| 4    | Ignacio Vásquez  | DOM República Dominicana | 7:33.26 | FB    |
| 5    | Félix Potoy      | NCA Nicarágua            | 8:00.03 | FB    |
| 6    | Arturo Rivarola  | PAR Paraguai             | 8:09.87 | FB    |

### Finais
As regatas finais definem as posições de todos os remadores. Na Final A são decididos os medalhistas.
Final C
| Pos. | Remador           | CON                                 | Tempo   | Notas |
| ---- | ----------------- | ----------------------------------- | ------- | ----- |
| 13   | Francisco Romero  | CUB Cuba                            | 7:35.74 |       |
| 14   | Elián Ávila       | HON Honduras                        | 7:39.33 |       |
| 15   | Gerardo Campa     | EAI Equipe de Atletas Independentes | 7:41.88 |       |
| 16   | Israel Salavarría | ECU Equador                         | 8:00.36 |       |
| 17   | Kyle Spenard      | BAR Barbados                        | 8:09.31 |       |

Final B
| Pos. | Remador         | CON                      | Tempo   | Notas |
| ---- | --------------- | ------------------------ | ------- | ----- |
| 7    | Álvaro Torres   | PER Peru                 | 7:14.87 |       |
| 8    | Arturo Rivarola | PAR Paraguai             | 7:23.21 |       |
| 9    | Ignacio Vásquez | DOM República Dominicana | 7:29.63 |       |
| 10   | Jakson Vicent   | VEN Venezuela            | 7:36.32 |       |
| 11   | Roberto López   | ESA El Salvador          | 7:43.04 |       |
| 12   | Félix Potoy     | NCA Nicarágua            | 7:58.59 |       |

Final A
| Pos.              | Remador          | CON                | Tempo   | Notas |
| ----------------- | ---------------- | ------------------ | ------- | ----- |
| Medalha de ouro   | Lucas Verthein   | BRA Brasil         | 6:58.76 |       |
| Medalha de prata  | James Plihal     | USA Estados Unidos | 6:59.93 |       |
| Medalha de bronze | Juan José Flores | MEX México         | 7:01.27 |       |
| 4                 | Bruno Cetraro    | URU Uruguai        | 7:01.34 |       |
| 5                 | Shane Willis     | CAN Canadá         | 7:12.81 |       |
| 6                 | Javier Insfran   | PAR Paraguai       | 7:12.92 |       |